# Andreas Schmalbauch

Andreas Schmalbauch mit seinem erst 1913 postum geänderten Familiennamen „Schmalbach“.

Johann Andreas Schmalbauch (* 20. Februar 1851 in Niedersachswerfen; † 7. Januar 1904 in Braunschweig) war ein deutscher Unternehmer und 1898 Gründer der Firma J. A. Schmalbauch.

## Leben und Werk
Schmalbauch entstammte einer Familie von Bauern, Leinewebern und Ziegelbrennern. Sein Vater Andreas Schmalbauch (* 1816) betrieb in Niedersachswerfen, am Südostrand des Harzes, ein Handelsgeschäft und eine Ziegelei, in der der jüngere Sohn Andreas den Beruf des Kaufmanns und des Ziegelbrenners erlernte. Nachdem Andreas Schmalbauchs älterer Bruder Franz Wilhelm den elterlichen Betrieb geerbt hatte, ging Andreas Schmalbauch auf Wanderschaft. In einer Ziegelei zwischen Gliesmarode und Querum, zwei Dörfern, die heute Stadtteile von Braunschweig sind, fand er schließlich eine Anstellung. Am 10. Oktober 1875 heiratete er Johanne Beste († 1923) aus Stadtoldendorf. mit der er die Kinder Willi (* 17. Februar 1876), Emma (* 31. Mai 1877) und Gustav (* 12. Februar 1880) hatte. Nachdem er sich 1875 selbständig gemacht hatte, gründete er in den darauf folgenden Jahren drei Lebensmittelgeschäfte, zwei Gaststätten und eine Spargelplantage. Am 24. Februar 1879 folgte seine Aufnahme in die Bürgerrolle der Stadt Braunschweig. Nebenbei betätigte er sich erfolgreich als Grundstücksverkäufer. Die Familie wohnte Gliesmaroder Straße 12.

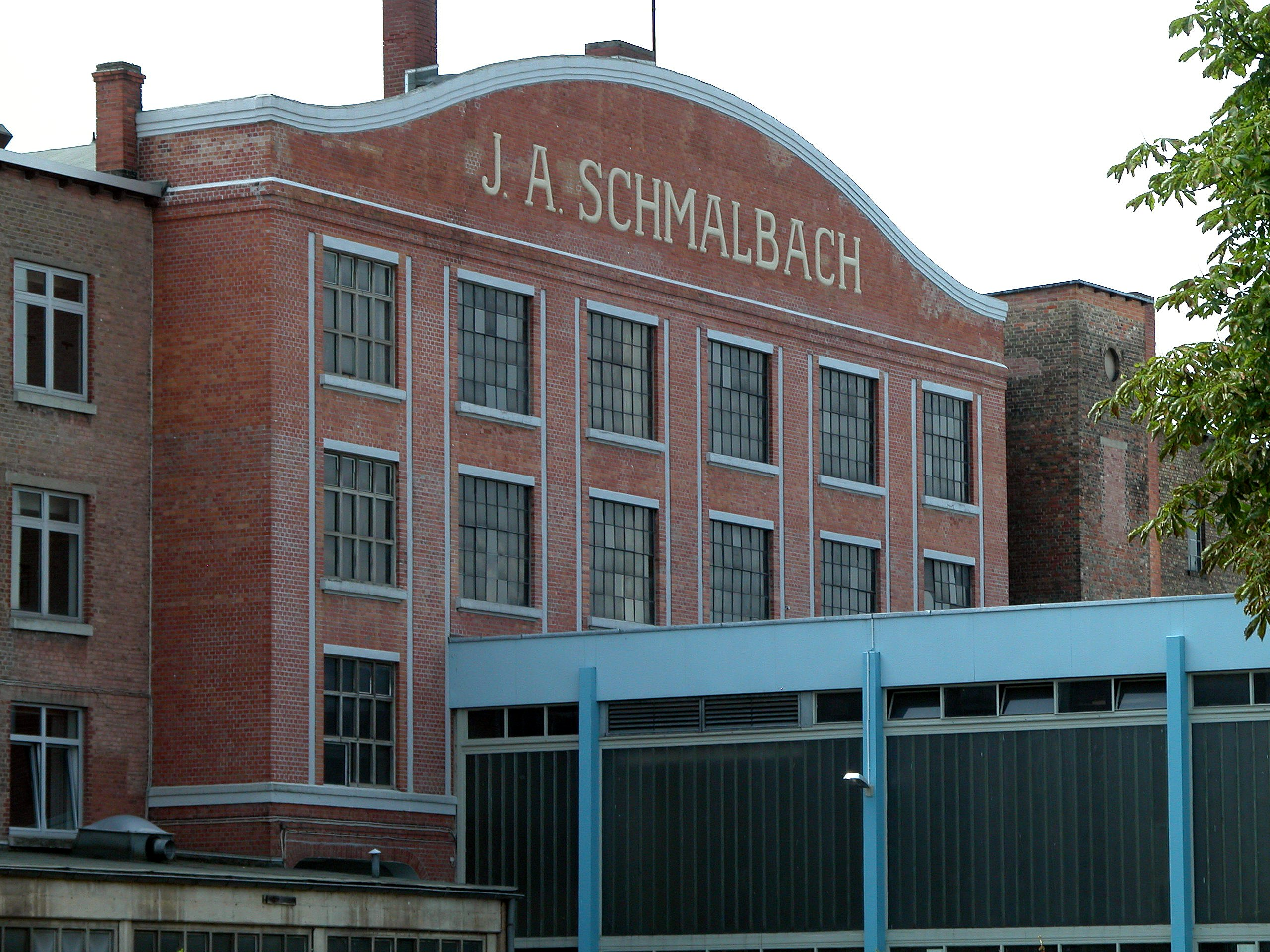
Fabrikgebäude Hamburger Straße mit dem Schriftzug „J.A. Schmalbach“.

Durch seine kleinen Unternehmen kam er in Kontakt mit der damals für die Wirtschaftsgeschichte der Stadt Braunschweig sehr bedeutende Konservenindustrie Braunschweigs. 1882 betrieb er zusammen mit dem Plantagenbesitzer Hermann Cordes einen Versandhandel für Spargel und andere Konserven. Die Geschäftspartner gingen aber bald wieder eigene Wege. 1892 gelang es Schmalbauch, im Bereich des heutigen Stadtteils Schwarzer Berg eine Spargelplantage zu erwerben. Er verarbeitete das Gemüse selbst und ließ es anschließend in Konservendosen der Klempnerei Becker in der Herderstraße verpacken. Schmalbauch hatte Becker mehrfach Geld geliehen, bis er schließlich erst Teilhaber und nach Ausscheiden Beckers ab 1. Oktober 1898 Alleineigentümer der Fabrik, die damals 15 Maschinen und bis zu 30 Saisonarbeitskräfte hatte, wurde. Da der Betrieb in der Herderstraße bald zu klein wurde, kaufte Schmalbauch im selben Jahr das Grundstück Hamburger Straße 37, auf dem sich noch heute das ursprüngliche Hauptgebäude seines neuen Unternehmens J. A. Schmalbauch befindet, sowie ein dazugehöriges Eisenlager. Am 1. September 1899 war das neue Fabrikgebäude fertiggestellt und das Unternehmen Schmalbauch gegründet, das zur größten Blechwarenfabrik der Stadt und (nach dem Ersten Weltkrieg) zum Marktführer in der deutschen Verpackungsmittelindustrie wurde.
Schmalbauchs unternehmerischer Erfolg war auf großes kaufmännisches Geschick sowie seine hohe Innovationsbereitschaft zurückzuführen. Sein Ziel war es, weg von der Handarbeit, hin zur Automatisierung und maschinellen Fertigung zu gehen. Schmalbauch gilt als einer der bedeutendsten Vertreter der Braunschweiger Wirtschaft, insbesondere der Konservenindustrie zu Beginn des 20. Jahrhunderts.
Nach kurzer Krankheit verstarb Andreas Schmalbauch im Alter von 53 Jahren. Seine beiden Söhne Willi Schmalbach und Gustav Schmalbach führten das Unternehmen erfolgreich fort.

## Namensänderung

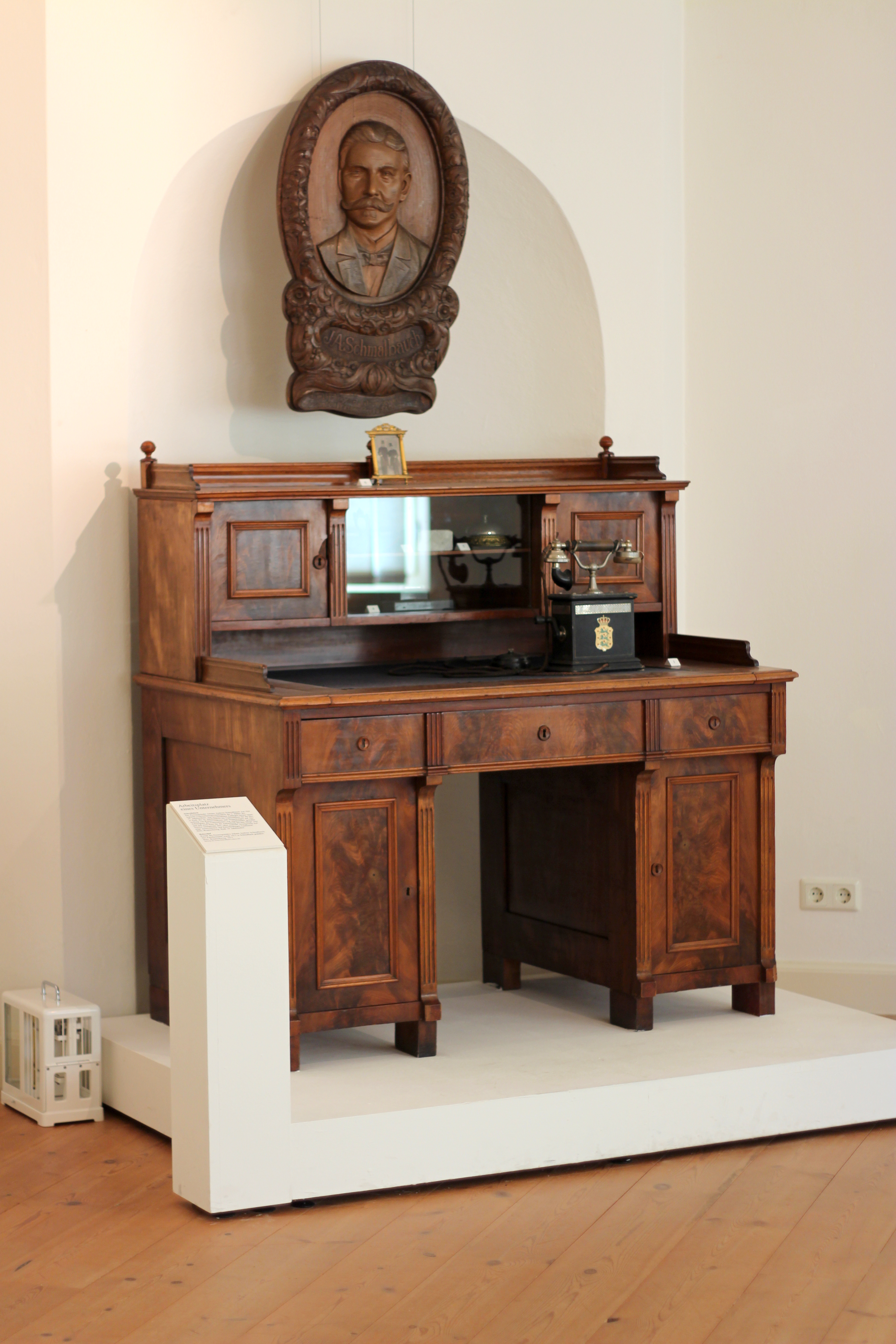
Schreibtisch und Holzrelief von J. A. Schmalbauch im Braunschweigischen Landesmuseum

Andreas Schmalbauch war schon früh der Meinung, dass sein Familienname dem Erfolg seines Unternehmens, zumal in der Lebensmittelindustrie tätig, nicht förderlich sei und beantragte deshalb beim Herzoglich-Braunschweigischen Staatsministerium die Änderung in „Schmalbach“. Diese erfolgte jedoch erst am 9. Mai 1913, neun Jahre nach seinem Tod. Den Söhnen Willi und Gustav sowie deren ehelichen Nachkommen wurde erlaubt, zukünftig ausschließlich den Namen „Schmalbach“ zu führen. In der Folge wurde auch das Unternehmen in „J. A. Schmalbach“ umbenannt.

## Ehrung und Firmenmuseum
- Zu Ehren der Familie Schmalba(u)ch wurde die „Schmalbach-Straße“ im Norden Braunschweigs nach ihr benannt.
- Zum Gedenken an den Firmengründer beherbergt die Zweigniederlassung der Ball Packaging Europe in Braunschweig, ein Folgeunternehmen, das am ehemaligen Firmenstandort tätig ist, ein kleines Schmalbach-Museum mit Exponaten aus der Anfangszeit der Konservenherstellung bis zur modernen Getränkedosenfertigung.[10]